# 에스타디오 알폰소 무루베
에스타디오 알폰소 무루베(스페인어: Estadio Alfonso Murube)는 스페인 세우타에 위치한 축구장이다. AD 세우타 FC의 홈구장으로, 6,500명의 관중을 수용할 수 있으며, 1997년 10월 8일에 개장되었다.